# Rafael Mansilla
Rafael Mansilla es una figura religiosa popular de la provincia de Santa Fe, en Argentina, al que muchas personas veneran por sus supuestos poderes milagrosos.

## Historia
La leyenda de Rafael Mansilla se remonta en la década de 1960 en la ciudad de Santa Fe, precisamente en el Cementerio Municipal de la Vera Cruz de la Provincia de Santa Fe, cuando durante una tormenta eléctrica un rayo cayó misteriosamente sobre un panteón de un fallecido. A pesar de que, según allegados, en ese panteón no se encuentran los restos de Mansilla, sino que él mismo lo hizo construir, se tejió un misticismo que llevó a varios fieles a montar un "santuario" en ese lugar donde a través de cumplidos se llenó de placas, ofrendas como así también peticiones y hasta trabajos de brujería.
Lo cierto es que Mansilla no fue ni un cura ni estuvo relacionado con la religión. Fuentes periodísticas sostienen que fue un médico que ayudó a muchas personas en su época y que, una vez muerto, despertó el fervor de los santafesinos. Se dice que eran dos hermanos y que Rafael era el más conocido, el más famoso, una buena persona, que atendía a la gente sin cobrarle. 
Rumores cuentan que una vez vinieron unas personas a demoler el panteón, pero cuando empezaron a golpearlo escuchaban gritos desde adentro. Se asustaron, dejaron todo y se fueron. Otros rumores hablan también acerca de una mujer, que tenía un problema de salud, vino a este panteón, hizo un lamento, y escuchó un ruido desde adentro del santuario. La mujer se calmó. Esto corrió de boca en boca, y se fue generando como un ritual popular de tintes milagrosos en torno a la figura de Mansilla.
El panteón está ubicado a diez metros hacia la derecha del pasillo central del cementerio, y se la denomina la tumba de los milagros. El panteón de la familia Mansilla se distingue y atrapa las miradas. No por sí sólo, sino más bien por lo que la gente construyó en torno a su espacio físico.
En el Arzobispado no hay indicios de su nombre, ni causas de procesos de canonización. 
El misterioso panteón de Rafael Mansilla es uno de los más visitados por turistas en la provincia de Santa Fe, al igual que el de otros como Manuelita Retamar (Santa Fe), El Embolsadito (San José del Rincón), Finado Pedacitos (Santa Rosa de Calchines), Lorenza Basques (Helvecia) y el del Turco Sarquis (Cayastá).